# František Reichel
František Reichel (ur. 27 stycznia 1938 w Pradze, zm. 20 listopada 2020 w okolicach Pohoří) – czeski polityk i lekarz weterynarii, w latach 1989–1990 wicepremier Czechosłowacji i minister bez teki.

## Życiorys
Absolwent weterynarii na uczelni Veterinární a farmaceutická univerzita Brno. W 1975 ukończył Wyższą Szkołę Ekonomiczną w Pradze, w tym samym roku przedstawił rozprawę doktorską w Wyższej Szkole Weterynaryjnej w Koszycach. Pracował w wyuczonym zawodzie w mieście Tachov, gdzie kierował także centrum weterynaryjnym. Od lat 70. zatrudniony w koncernach farmaceutycznych, gdzie zajmował się badaniami nad lekami dla zwierząt. Od 1989 kierował spółką Biopharm działającą w tej branży. Został także aktywnym działaczem środowisk katolickich, w 1989 był jednym z organizatorów uroczystości z okazji kanonizacji Agnieszki Przemyślidki.
Od 1970 działał w Czechosłowackiej Partii Ludowej, od 1974 należał do jej Komitetu Centralnego, w listopadzie 1989 został jej drugim wiceprzewodniczącym. Zasiadał w komisji rolnictwa Rady Wzajemnej Pomocy Gospodarczej. Od 3 grudnia 1989 do 6 kwietnia 1990 zajmował stanowisko wicepremiera Czechosłowacji w rządach Mariána Čalfy; był jednocześnie ministrem bez teki i kierownikiem państwowej komisji rozwoju naukowo-technicznego i inwestycji. Z urzędu odszedł, gdy ujawniono, że od 1962 do 1969 był agentem kontrwywiadu wojskowego VKR. Później związany z Unią Chrześcijańską i Demokratyczną – Czechosłowacką Partią Ludową. W latach 2002–2006 i 2010–2014 był członkiem rady gminy Pohoří. Zasiadał też w radach nadzorczych prywatnych spółek.